# Sattel
Sattel é uma comuna da Suíça, no Cantão Schwyz, com cerca de 1.517 habitantes. Estende-se por uma área de 17,33 km², de densidade populacional de 88 hab/km². Confina com as seguintes comunas: Oberägeri (ZG), Rothenthurm, Steinen, Steinerberg, Svitto (Schwyz), Unterägeri (ZG).
A língua oficial nesta comuna é o Alemão.